# Y Tịch (Tam Quốc)
Y Tịch là đại thần nhà Thục Hán thời Tam Quốc trong lịch sử Trung Quốc.

## Sự nghiệp
Y Tịch có tên tự là Cơ Bá, người quận Sơn Dương. Từ nhỏ, ông nương nhờ người đồng hương là Châu mục Kinh châu Lưu Biểu.
Từ khi Lưu Bị đến ở Kinh Châu, Y Tịch thường qua lại với Lưu Bị.
Năm 208, Lưu Biểu chết, Y Tịch theo Lưu Bị vượt sông chạy về phía nam rút khỏi Phàn Thành, qua thời gian khó khăn khi đụng độ với quân Tào.
Năm 211, ông theo Lưu Bị vào Thục. Sau khi chiếm được Ích Châu, Lưu Bị phong Y Tịch làm Tả tướng quân Tòng Sự Trung Lang, trọng đãi gần như các văn thần Tôn Càn, Giản Ung.
Sau đó ông được Lưu Bị cử sang sứ Đông Ngô, Tôn Quyền nghe danh ông có tài biện luận, muốn lấy lời lẽ đối đáp để bắt bẻ nhân lúc Y Tịch bái kiến mình xong bèn hỏi "Hà tất phải cực khổ phụng sự quân chủ vô đạo vậy?" nhưng Y Tịch lập tức trả lời "Bái lạy một cái, có gì cực khổ đâu" làm Tôn Quyền cảm thấy rất kinh ngạc trước tài hùng biện của ông.
Sau đó Y Tịch được Lưu Bị thăng làm Chiêu Văn tướng quân. Y Tịch cùng với Gia Cát Lượng, Pháp Chính, Lưu Ba, Lý Nghiêm là nhóm 5 người cùng viết nên pháp luật nước Thục Hán.
Sau này không rõ Y Tịch mất năm nào.

## Trong Tam Quốc diễn nghĩa
Y Tịch trong tiểu thuyết Tam Quốc diễn nghĩa của La Quán Trung đóng vai trò ngầm trợ giúp cho Lưu Bị khi ở Kinh châu. Khi Sái Mạo muốn hại Lưu Bị lúc hội họp, Y Tịch khuyên Lưu Bị nên tránh, nhờ đó Lưu Bị ra ngoài và chạy thoát.